# European Journal of Theology
Das European Journal of Theology, abgekürzt EJT, ist eine seit 1992 erscheinende dreisprachige theologische Zeitschrift. Sie trägt neben dem englischen auch den französischen Titel Journal Européen de Théologie sowie den deutschen Titel Europäische Theologische Zeitschrift. 

## Englisch, Französisch und Deutsch
Die Gründung dieser Zeitschrift steht in Verbindung mit den neuen Möglichkeiten nach dem Fall des Eisernen Vorhanges. Im ersten Heft wurde der Zweck der Zeitschrift erläutert: Sie sollte beim Aufbau einer Gemeinschaft europäischer evangelikaler Theologie mitwirken, wobei u. a. die neuen politischen Freiheiten in Mittel- und Osteuropa eine besondere Chance böten, die gemeinsame Identität als Erben eines christlichen Europas bewusst zu machen.
Entsprechend ihrer Zielsetzung ist die Zeitschrift mehrsprachig. Beiträge und Rezensionen können in Englisch, Deutsch oder Französisch erscheinen, wobei jeweils 
Zusammenfassungen in den anderen beiden Sprachen beigegeben werden.

## Erscheinungsweise
Der erste Jahrgang erschien 1992 (demnach erscheint 2015 der 24. Jahrgang), wobei jeder Jahrgang aus zwei Heften besteht, mit zusammen etwa 200 Seiten jährlich. Ein Anlass für den Beginn der Zeitschrift war die Wende im Osten und die sich damit ergebende neue Perspektive für Europa.
Seit 2015 gibt es auf der Webseite von EJT einen Blog mit ungefähr monatlichen Einträgen, und es wird in jedem Monat ein in der Zeitschrift mitarbeitender Theologe vorgestellt.

## Herausgabe
Herausgeber ist derzeit Pieter J. Lalleman (Spurgeon's College in London). Es besteht eine enge Verbindung zur von John Stott 1976 initiierten Fellowship of European Evangelical Theologians (FEET). Als Verlag fungiert Paternoster Periodicals (Nottingham), der außerdem folgende Zeitschriften herausgibt: Evangelical Review of Theology, Evangelical Quarterly und Science and Christian Belief.
In Organisation und Autorschaft engagierte Theologen waren bzw. sind Gordon McConville, Mark Elliott, Jamie Grant, Christoph Stenschke, Henri Blocher, Jochen Eber, Leonardo De Chirico, Gordon J. Wenham, Ian M. Randall und I. Howard Marshall.

## Einzelbelege
1. ↑  Nigel de Cameron in European Journal of Theology 1 (1992) S. 3: „The European Journal is … offered to the theological academies and churches of the many European nations to aid in the building of a community of European evangelical theology.  The new political freedoms of central and eastern Europe, and growing economic and political integration in the west, offer Christians a special challenge as we rediscover and reassert our common identity as the legatees of Christian Europe.“
2. ↑  EJT Blog (Memento des Originals vom 8. Dezember 2015 im Internet Archive)  Info: Der Archivlink wurde automatisch eingesetzt und noch nicht geprüft. Bitte prüfe Original- und Archivlink gemäß Anleitung und entferne dann diesen Hinweis.
3. ↑  EJT Featured Author (Seite nicht mehr abrufbar, festgestellt im Dezember 2023. Suche in Webarchiven)  Info: Der Link wurde automatisch als defekt markiert. Bitte prüfe den Link gemäß Anleitung und entferne dann diesen Hinweis.
4. ↑  Spurgeon's College: Mitarbeiter (Memento des Originals vom 3. Februar 2016 im Internet Archive)  Info: Der Archivlink wurde automatisch eingesetzt und noch nicht geprüft. Bitte prüfe Original- und Archivlink gemäß Anleitung und entferne dann diesen Hinweis.
5. ↑  FEET Newsletter 2011, S. 5.
6. ↑  Paternoster Periodicals